# عملیات نجات دامبو
عملیات نجات دامبو (به انگلیسی: Operation Dumbo Drop) یک فیلم جنگی و کمدی-درام آمریکایی به کارگردانی سایمن وینسر است که در سال ۱۹۹۵ منتشر شد. خط داستانی بر اساس فیلمنامه‌ای نوشته شده توسط جین کوئینتانو و جیم کوف بر اساس داستانی واقعی از سرگرد ارتش ایالات متحده، جیم موریس، طراحی شده‌است. در این فیلم دنی گلاور و ری لیوتا در نقش سربازهای کلاه‌ها سبز در طول جنگ ویتنام در سال ۱۹۶۸ بازی می‌کنند، که تلاش می‌کنند یک فیل بنام دامبو را از طریق جنگل به روستایی محلی در ویتنام جنوبی منتقل کنند که به نوبه خود به نیروهای آمریکایی کمک می‌کند تا بر فعالیت ویت‌کنگ نظارت کنند. این فیلم به‌طور گسترده به موضوعات جنگ، سیاست و رفاه حیوانات می‌پردازد.
این فیلم در ۲۸ ژوئیه ۱۹۹۵ در سینماهای سراسر ایالات متحده اکران شد و ۲۴٫۶۷۰٫۳۴۶ دلار از فروش بلیط داخلی به دست آورد. این فیلم پس از اکران در سینما موفقیت مالی متوسطی داشت و نقدهای متفاوتی از منتقدان دریافت کرد.

## داستان
یک افسر ارتش آمریکا و گروهش برای نگه داشتن وفاداری یک روستا در طول جنگ ویتنام، تلاش می‌کنند یک فیل زنده را به آنها تحویل دهند…

## تولید
فیلمبرداری اصلی عمدتاً در لوکیشن در تایلند انجام شد. مکان‌های دیگر فیلمبرداری شامل استودیوهای فیلم در لس آنجلس، کالیفرنیا، میامی و فلوریدا بود.

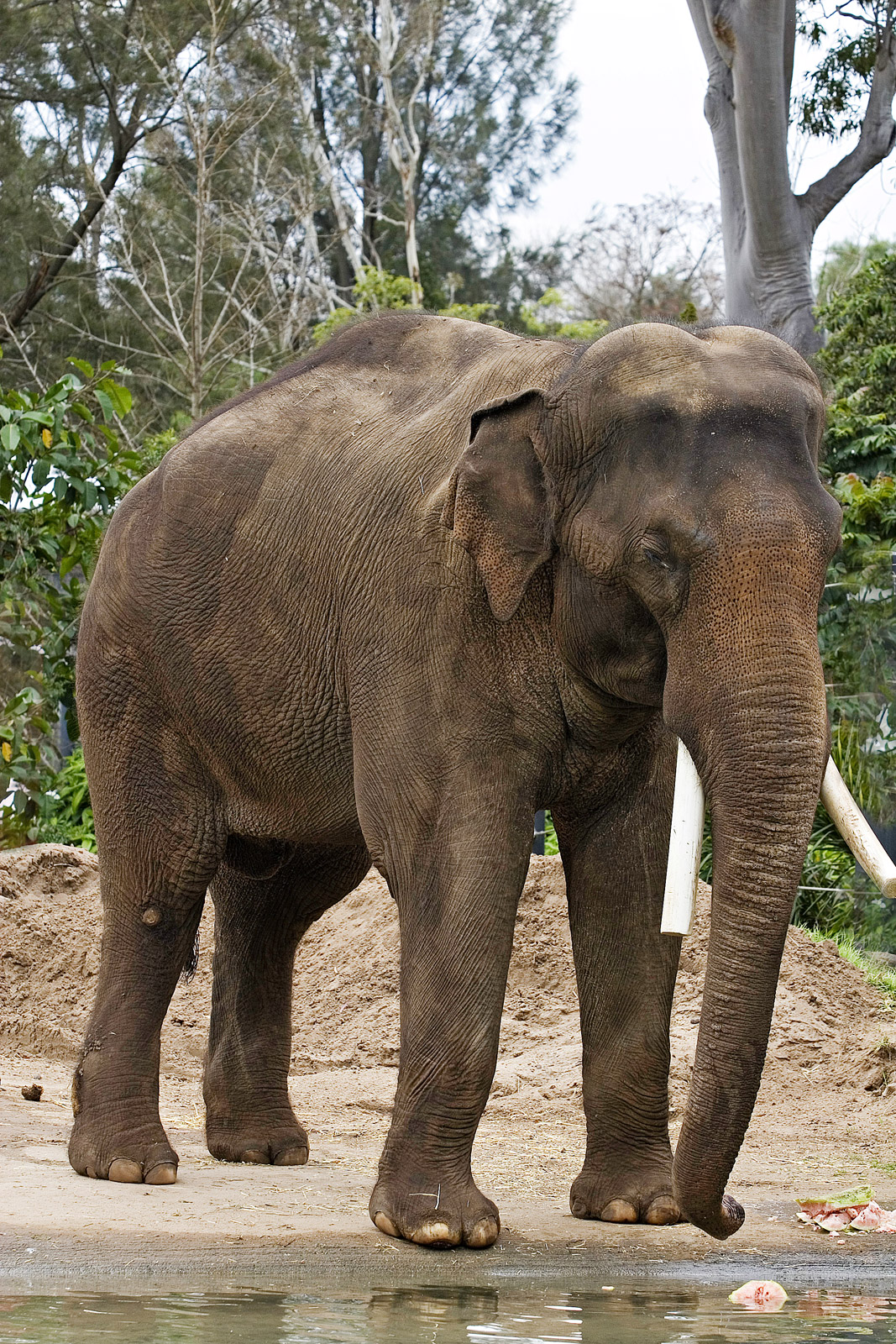
یک فیل آسیایی شبیه به فیل استفاده شده در فیلم